# Emil Pfitzner
Benno Waldemar Emil Pfitzner (* 9. April 1837 in Bomst; † 15. August 1896 in Devin bei Stralsund) war ein deutscher evangelischer Pastor, Hofprediger, Konsistorialrat und Historiker.

## Jugend und Ausbildung
Emil Pfitzner wurde als Sohn des ersten Lehrers der Stadtschule von Bomst in der preußischen Provinz Posen geboren. Er besuchte seit seinem zehnten Lebensjahr bis 1856 das Gymnasium in Glogau, wo er mit 19 Jahren das Abitur ablegte.
In Berlin studierte Pfitzner Theologie und war während der Vorbereitungszeit auf seine Examen als Hauslehrer tätig. Nach bestandenem zweiten Examen wurde er Hilfsprediger in Wollstein (Posen). 1865 erhielt Pfitzner eine Anstellung als Pfarrer in Buckow (heute polnisch Buków) (Kreis Schwiebus).
In Buckow gründete Pfitzner eine Familie. Am 16. Februar 1868 kam sein Sohn Richard zur Welt, der von 1882 bis 1888 die Klosterschule in Ilfeld (Kreis Sangerhausen) besuchte. Er wurde im November 1896 Pastor in Straßberg am Harz.
Als Autor publizierte Pfitzner eine vielgelesene Anleitung zur Anlage eines Kleingartens für Selbstversorger, die mehrere Auflagen erlebte. Sie wurde vom Verein für die Beförderung des Gartenbaues in den Königlich Preußischen Staaten zu Berlin mit einer bronzenen Vereinsmedaille prämiiert.

## Berufung nach Stolberg
Im Mai 1881 wurde Emil Pfitzner als Archidiakonus (zweiter Geistlicher) nach Stolberg im Harz versetzt. Hier bekleidete er zugleich das Amt des Kreisschulinspektors.
1892 erhielt er die Stelle des Superintendenten am (ab 1893 fürstlichen) Konsistorium der Grafschaft. Am Hof des Landesherrn, des Grafen und späteren Fürsten Alfred zu Stolberg-Stolberg (1820–1903), der seit 1848 mit Auguste Amalie Ida Prinzessin von Waldeck und Pyrmont (1824–1893) verheiratet war, diente Pfitzner als Hofprediger. Für seinen Beitrag zur Allgemeinen Deutschen Biographie über Louise zu Stolberg stand ihm das Hausarchiv zur Verfügung; so zitiert er darin aus dem seltenen, aus Abschriften der Gräfin entstandenen Privatdruck Varnhagen von Ense in Stolberg. Unterdrückte Blätter aus seinem Tagebuch (nach 1862).
Pfitzner engagierte sich im Harz-Verein für Geschichte und Altertumskunde und hielt bei dessen Versammlung in Stolberg am 30. Juli 1889 die Festrede. Bei einigen seiner Schriften, auch bei einer Kontroverse mit dem gräflich-stolbergischen Archivar Heinrich Beyer über den Besuch Martin Luthers in Stolberg, arbeitete Pfitzner mit seinem Freund, dem Wernigeroder Archivar Eduard Jacobs zusammen.
Nach kurzer Krankheit starb Emil Pfitzner bei einem Kuraufenthalt im Sommer 1896 im Ostseebad Devin, wo er Erholung zu finden hoffte. Er wurde in Stolberg beigesetzt.

## Werke
- Der Hausgarten. Kurze, praktische Anleitung zur Anlage eines Hausgartens und zur Cultur der bekanntesten Gemüse, Obstbäume, Blumen und Ziersträucher. Für Besitzer kleinerer Gärten in Stadt und Land, für Geistliche und Lehrer, besonders für die Hausfrauen, aus eignen Erfahrungen mitgetheilt. Schulbuchhandlung von F. L. Greßler, Langensalza 1878, 2. Auflage 1882, 3. Auflage 1889.
- Tileman Platner oder: Die Reformation in der Stadt und Grafschaft Stolberg im Jubeljahr des 400jährigen Geburtstages Dr. Martin Luthers den evangelischen Gemeinden der Stolberger Grafschaften erzählt. Verlag der Gräflichen Hofbuchdruckerei, Stolberg am Harz 1883.
- Wie die Reformation vor 350 Jahren im Stolberger Lande Eingang gefunden hat. Den Schulen und Gemeinden der Stolberger Grafschaften erzählt. Verlag der Gräflichen Hofbuchdruckerei in Stolberg am Harz, 2. Auflage 1889.
- Die Kirche St. Martini zu Stolberg im Harz im Mittelalter. In: Zeitschrift des Harz-Vereins für Geschichte und Altertumskunde. Jg. 23 (1890), S. 229–332 (Digitalisat der Universitätsbibliothek Jena).
- (Hrsg.): Wilhelm Posselt, der Kaffernmissionär. Ein Lebensbild aus der südafrikanischen Mission, von dem Missionar selbst beschrieben und nach seinen Jahresberichten ergänzt und fortgeführt und zum Besten der Hinterbliebenen herausgegeben. Verlag des Missionshauses, Berlin 1888, Digitalisat der Kolonialbibliothek der Goethe-Universität Frankfurt am Main, im Universitätsnetz verfügbar (zugangsbeschränkt); ab 3. Auflage (1895): hrsg. mit Wilhelm Wangemann; englisch Wilhelm Posselt. A pioneer missionary among the Xhosa and Zulu and the first pastor of New Germany, Natal. His own reminiscences, translated and edited by Sighart Bourquin. Bergtheil Museum, Westville, Natal 1994.
- Zum Gedächtnis der am 4. September 1893 selig heimgegangenen Fürstin Auguste zu Stolberg-Stolberg, Prinzessin zu Waldeck und Pyrmont. Worte des Trostes und der Hoffnung bei der Leichenfeier  gesprochen. Manuskript (Digitalisat der ULB Sachsen-Anhalt, Halle (Saale)).
- Scharff, Johann Georg. In: Allgemeine Deutsche Biographie (ADB). Band 30, Duncker & Humblot, Leipzig 1890, S. 588.
- Stolberg-Stolberg, Luise Gräfin zu. In: Allgemeine Deutsche Biographie (ADB). Band 36, Duncker & Humblot, Leipzig 1893, S. 370–372.